# Грануломатоза с полиангиитисом
Грануломатоза с полиангиитисом  (ГПА), раније називано Вегенерова грануломатоза је запаљење крвних судова или васкулитис малих крвних судова повезан с антинеутрофилним цитоплазматским антителима. Најчешће су захваћени горњи и доњи респираторни путеви (нос, синуси, грло, плућа) и бубрези.  Болест успорава доток крви у неким од човекових органа и доводи до грануломатозног запаљења (најчешће респираторног система) и некротизирајућег запањење (васкулитиса) малих и средњих крвних судова.
Код већине пацијената, вишеструки системи органа су захваћени у време постављања дијагнозе, а могу бити присутни и општи симптоми, док око 25% пацијената у почетку ГПА има локализовани облик болести, који обично захвата горњи респираторни систем или плућа.
Рана дијагноза и лечење грануломатозе с полиангиитисом могу довести до потпуног опоравка. Без правовременог и адекватног лечења, стање може бити фатално.

## Епидемиологија
ГПА се најчешће јавља код одраслих болесника средњих година живота, између 40 и 65 година старости. Ретко се јавља код деце.
Инциденција ГПА је 10-20 случајева на милион становника годишње.  Болест је изузетно  ретка у Јапану и код Афроамериканаца,  јер најчешће погађа припаднике беле расе, али може утицати на људе било које расе или етничке припадности било где у свету.
Процене учесталости грануломатозе с полиангиитисом у великој мери варирају у зависности од специфичности популације која се проучава. Пошто поремећај често остане непрепознат, истраживачи верују да његово недовољно дијагностикован отежава одређивање праве учесталости у општој популацији.

## Етиологија
Грануломатоза с полиангиитисом није наследни поремећај. Иако у већини случајева, тачан узрок ГПА није познат, она  је класификована као аутоимуни поремећај, који настаја када имуни систем тела грешком нападне здраво ткиво. Еколошки, инфективни и неки генетски фактори могу играти улогу у развоју поремећаја, укључујући пушење цигарета. Ретко, запаљење крвних судова са позитивним антинеутрофилним цитоплазматским антителима  изазива и неколико лекова, укључујући кокаин, хидралазин , пропилтиоурацил  и миноциклином.
Код грануломатозе са полиангиитисом, бела крвна зрнца названа неутрофили ослобађају абнормалне имуне протеине који могу оштетити тело. Нормално, неутрофили су кључни у борби против инфекције тако што окружују и уништавају бактерије које улазе у тело. Око 85% -90% има антинеутрофилна цитоплазматска антитела (АНЦА). Од ових људи, око 80% има оно што се назива цитоплазматски-АНЦА, или ц-АНЦА. Око 20% тих људи има перинуклеарну-АНЦА, или п-АНЦА. Антитела, или имуноглобулини, су специјализовани протеини који се везују за инвазију или стране супстанце у телу и доводе до њиховог уништења. Аутоантитела су антитела која грешком нападају здраво ткиво. Тачна улога ових аутоантитела у развоју грануломатозе са полиангиитисом није у потпуности схваћена.
Симптоми грануломатозе са полиангиитисом настају због запаљења крвних судова (васкулитис). Ова упала доводи до сужавања крвних судова, смањења протока крви и губитка ткива у различитим системима органа у телу. Поремећај је обележен абнормалним згрушавањем или гомилањем ћелија имуног система које се производе за борбу против инфекције или упале. Ове накупине ћелија називају се грануломи и могу се наћи у различитим ткивима органа и крвним судовима тела (грануломатоза).
Грануломатоза са полиангиитисом углавном  са јавља у плућима, бубрезима, носу, синусима и ушима. У неким случајевима могу бити погођена и друга подручја. Како болест може бити фатална изузетно је важно њено благовремено лечење.

## Патохистологија
Упала посредована ћелијама имуног система и некроза су најупечатљивије карактеристике уочене на хистолошком нивоу код пацијената са васкулитисима, клиничког ентитета класификованог према патолошким налазима који укључују различите органе, различите етиологији или величини захваћених крвних судова.
Васкулитиси малих крвних судова  посебна су група системских поремећаја који елективно укључују мале интрапаренхимске артерије, артериоле, капиларе или венуле и доводе до различитих нивоа васкуларне опструкције, исхемије ткива и ризика од инфаркта. Они се могу  поделити на:
- васкулитисе повезане са анти-неутрофилним цитоплазматским антителима
- васкулитисе имунокомплекса.

Упркос значајном напретку у разумевању целог процеса болести и патофизиологије ГПА, и даље су потребни снажни напори да се израде поделе и шире смернице у терапијском управљању овим протеанским поремећајима.

## Клиничка слика
Почетни знаци болести су веома варијабилни, а дијагноза може бити дуго одложена због неспецифичне природе симптома. Генерално, иритација и упала носа су први знаци код већине болесника. Захваћеност горњих дисајних путева, као што су нос и синуси, примећује се код скоро свих болесника са ГПА.
Нос и синуси
Типични знаци и симптоми од стране носа или синуса укључују:
- стварање скраме око носа,
- зачепљеност носних путева,
- крварење из носа,
- цурење из носа,
- деформитет попут седластог носа због рупе у носној прегради.

Око
Запаљење спољашњих слојева ока (склеритис и еписклеритис) и конјуктивитис су најчешћи знаци ГПА од страна ока. Захваћеност очију је уобичајен симптом и јавља се код нешто више од 50% болесника са овом болешћу.
Очне абнормалности, укључујући упалу вежњаче која облаже очи (конјунктивитис), улцерације рожњаче, упалу беле, спољашње овојнице (склере) очне јабучице (склеритис) и запаљење мембране која покрива склеру (еписклеритис). 
Бубрези
У бубрезима се јавља  прогресивни гломерулонефритис (у 75% случајева), који прелази у хроничну болест бубрега. Оболела особе може развити висок крвни притисак (хипертензију) и задржавање течности у ногама (оток). Ови симптоми су узроковани запаљењем крвних судова и нервних влакана бубрега званих гломерули, који филтрирају крв. Гломерули постају отечени и деформисани и не могу да обављају правилно своју функцију (стање познато као гломерулонефритис). То може довести до појаве малих количина крви, и до великог губитка протеина мокраћом. Код ових болесника без лечења може доћи до прогресивног оштећења бубрега, што на крају резултује отказом функције бубрега опасног по живот.
Слух
Болести горњих дисајних путева, и ока  прати и кондуктивни губитак слуха који настаје због дисфункције слушне цеви и сензорнеуралног губитка слуха (чији је механизам нејасан).
Дисајни путеви
У трахеји се јавља  субглотална стеноза а у плућима:
- запаљење танке мембране која облаже спољашњу страну плућа и ткива унутар плућа.

- плућним чворовима које се називају "лезије у облику новчића" или инфилтрати (који се често тумаче као пнеумонија),
- лезије плућних шупљина,
- крварење у плућима (које узрокује искашљава крв) и
- ретко бронхијална стеноза.[13]

Усна дипља
У усној дупљи јављају  се гингивитис, деструкција костију са попуштањем зуба и неспецифичне улцерације по целој слузокожи уста.
Зглобови, мишићи, скелет
Артритис праћен болом или отоком (60%), који је чест и у почетку се дијагностикује као реуматоидни артритис. Већина појединаца доживљава симптоме који утичу на мишиће и скелет, укључујући бол у различитим зглобовима (полиартралгија), упалу и отицање зглобова (артритис), упалу мишића (миозитис) и бол у мишићима (мијалгија).
Кожа
Отприлике 50% оболелих особа развије абнормалности коже укључујући мале избочине (папуле), нешто веће, дубље избочине непосредно испод површине коже (поткожни чворови), чиреве на кожи, крварење (хеморагије) унутар слојева коже, што изазива појаву малих љубичастих избочина. мрља на кожи (петехије) и/или подручја љубичасте промене боје узроковане крварењем у близини површине коже (пурпура). 
Лезије на кожи могу или не морају бити болне. Неки погођени појединци могу имати болно хладне прсте на рукама и ногама као одговор на хладноћу узроковану недостатком протока крви у овим подручјима. Понекад је ово довољно озбиљно да изазове смрт ткива (гангрену) врхова прстију на рукама и ногама.
Нервни систем
У ретким случајевима, појединци такође могу развити неуролошке абнормалности укључујући упалу и дегенерацију нервних влакана изван мозга и кичмене мождине (периферна неуропатија), повреде неколико периферних нерава у различитим областима истовремено (мононеуритис мултиплекс) и упалу кранијалних нерава ( кранијални неуритис). Периферна неуропатија може изазвати осећај утрнулости, пецкања или мравињања у рукама или стопалима. Мононеуритис мултиплекс може изазвати бол, слабост и абнормалне сензације у погођеним подручјима. Специфични симптоми зависе од тога која су подручја тела погођена. Симптоми захваћености кранијалних живаца зависе од тога који су кранијални нерви захваћени. Такође су пријављене главобоље, напади и парализа на једној страни тела (хемиплегија). 
Остали органи
Остали ретки симптоми укључују абнормалности срца (срчани симптоми) укључујући упалу мембранске кесе која окружује срце (перикардитис), упалу ендокарда (ендокардитис), који је унутрашња мембранска облога срца, упалу артерија које снабдевају крвљу срчани  мишић  (коронарни артеритис) и болести срчаног мишића (кардиомиопатија). 
Неки погођени појединци могу имати повећан ризик од можданог или срчаног удара (инфаркта миокарда). 

## Дијагноза
Дијагноза грануломатозе са полиангиитисом поставља се на основу детаљне клиничке процене укључујући рутинске лабораторијске тестове, детаљну историју пацијента, идентификацију релевантних симптома и низ специјализованих тестова.

### Тестови за ГПА
Како се ГПА може тешко дијагностиковати, јер болест прати читав низ симптома који су често слични другим уобичајеним стањима, могу се користити следећи тестови:
- тест мокраће  да се провери колико добро функционишу  бубрези,
- тест крви да се пронађу супстанце које се зову АНЦА (антинеутрофилна цитоплазматска антитела), за које се сматра да су укључене у ГПА
- биопсија малих узорака ткива којом се проверава да ли постоје знаци упале
- имиџинг тестови, ЦТ  или МРИ  да би се детаљније прегледали захваћене делове тела. Ови тестови су битни у потврђивању сумње на грануломатозу са полиангиитисом. Рендгенски снимци плућа или синуса могу открити карактеристичне налазе повезане са овим поремећајем (нпр задебљање слузнице синуса), који могу помоћи да се искључе друга стања и да се открије степен поремећаја.

## Терапија
Последњих неколико година забележен је велики терапијски напредак у лечењу грануломатозе са полиангиитисом (ГПА) и микроскопским полиангиитисом (МПА). Иако је стопа успеха индукције ремисије  висока, и даље смањење високе инциденце релапса остаје терапијски изазов.
Специфичне терапијске процедуре и интервенције могу варирати, у зависности од бројних фактора, као што су присуство или одсуство одређених симптома; захваћени специфични органи, укупна тежина поремећаја; старост појединца и опште здравље; и/или других елемената. Одлуке у вези са употребом одређених режима лекова и/или других третмана треба да доносе лекари и други чланови здравственог тима уз пажљиву консултацију са пацијентом на основу специфичности његовог или њеног случаја; детаљна дискусија о потенцијалним користима и ризицима, укључујући могуће нежељене ефекте и дугорочне ефекте; преференција пацијената; и други одговарајући фактори.
Лечење грануломатозе са полиангиитисом може се поделити у две фазе – изазивање ремисије симптома и затим одржавање ремисије (терапија одржавања).
Ниска доза ритуксимаба  у фиксним интервалима показала се супериорном у односу на азатиоприн за одржавање ремисије. Упркос овом напретку, дужи периоди праћења су показали релапсе у касној фази са повлачењем терапије што указује на могућу потребу за дужим режимима лечења. 
Пре почетка терапије евалуација прогностичких индикатора је јако корисна у стратификацији пацијената за које је већа вероватноћа да ће имати рецидив или ће реаговати на одређену терапију.
Након постизања ремисије, може бити потребна терапија одржавања. Ово обично укључује употребу азатиоприна, метотрексата или ритуксимаба. Циклофосфамид се обично не користи за терапију одржавања због токсичности. Доза глукокортикоида се обично смањује у фазама (конусно).
Без обзира на то која се терапија користи за постизање ремисије и за терапију одржавања, оболеле особе могу доживети рецидив (релапс) поремећаја, што се може назвати „бактом“. Понекад, рецидив може бити изазван инфекцијом.
Неки погођени појединци могу имати прогресивно оштећење бубрега, а бубрези можда више неће моћи да обављају своје нормалне функције. Можда ће бити потребна дијализа бубрега и евентуално трансплантација бубрега. Дијализа је процедура у којој се машина користи за обављање основних функција бубрега уклањања течности и отпада. Трансплантација бубрега је била успешна за отказивање бубрега које је резултат грануломатозе са полиангиитисом.
Антибиотици су коришћени за лечење секундарних бактеријских инфекција које су понекад повезане са грануломатозом са полиангиитисом. Бактрим (триметоприм-сулфаметоксазол) је антибиотик који је био ефикасан у лечењу оболелих особа, посебно оних са захваћеним само горњим дисајним путевима. Често се користи за смањење могућности инфекције плућа, посебно када је потребна интензивна имуносупресивна терапија за контролу васкулитиса.
Хируршка интервенција за субглотичну стенозу или стенозу трахеје за одржавање дисајних путева може бити неопходна код неких болесника. Операцијом се може поправити седласти нос ако основни васкулитис није активан.

## Компликације
Осим што утиче на нос, синусе, грло, плућа и бубреге, грануломатоза са полиангиитисом може утицати и на болесникову кожу, очи, уши, срце и друге органе. Компликације могу укључивати:
- губитак слуха
- ожиљке на кожи
- оштећење бубрега, које код неких особа, може напредовати до затајења бубрега, озбиљне компликације која захтевају дијализу или трансплантацију бубрега.
- губитак висине носног моста (деформација у облику седла) узрокована ослабљеном  носном хрскавицом
- крвни угрушак који се формира у једној или више дубоких вена, обично у нози.[1]